# Rumoroso
Rumoroso es una localidad perteneciente al municipio de Polanco, al norte de la comunidad autónoma de Cantabria (España). Rumoroso está a 2 kilómetros al este de Polanco (capital municipal) y a 26 km de la ciudad de Santander, capital cántabra.

La localidad cuenta con 835 habitantes (INE 2020), repartidos entre los barrios de San Pedro, Iglesia, Rodil, Rosales, Escuelas, Pedroa, La Venta, El Pozo y Tremeo. La altitud de este pueblo es de 31 metros.
En Rumoroso destaca su iglesia, del siglo XVII, que contiene una buena representación de la arquitectura barroca, así como una laguna natural de hasta once metros de profundidad: el pozo Tremeo.